# Luciano D'Alfonso
Luciano D'Alfonso (né le 13 décembre 1965 à Lettomanoppello) est un homme politique italien du Parti démocrate et sénateur depuis 2018.

## Biographie
Il est maire de Pescara du 9 juin 2003 au 5 janvier 2009 et auparavant président de la province de Pescara de 1995 à 1999. De 2014 à 2018, il est président des Abruzzes.